# Marceli Feliks Drohojowski
Marceli Feliks Franciszek Seweryn Antoni Drohojowski herbu Korczak (ur. 9 stycznia 1817, zm. 11 sierpnia 1909) – poseł do Sejmu Krajowego Galicji I kadencji (1861–1865), właściciel dóbr Czorsztyn w powiecie Krościenko.
Był synem Jana Maksymiliana, właściciela Czorsztyna i Wiktorii z Grudnickich. Jego żoną była Florentyna z Fihauserów (1827–1870), z którą miał trzech synów – Stanisława, Kazimierza i Tadeusza oraz córkę Wiktorię. Jego wnukiem był dyplomata Jan Marceli Drohojowski. Wybrany w I kurii obwodu Sącz, z okręgu wyborczego Sącz. Na jego miejsce 21 grudnia 1865 wybrano Franciszka Trzecieskiego. Pochowany na cmentarzu w Sromowcach Wyżnych

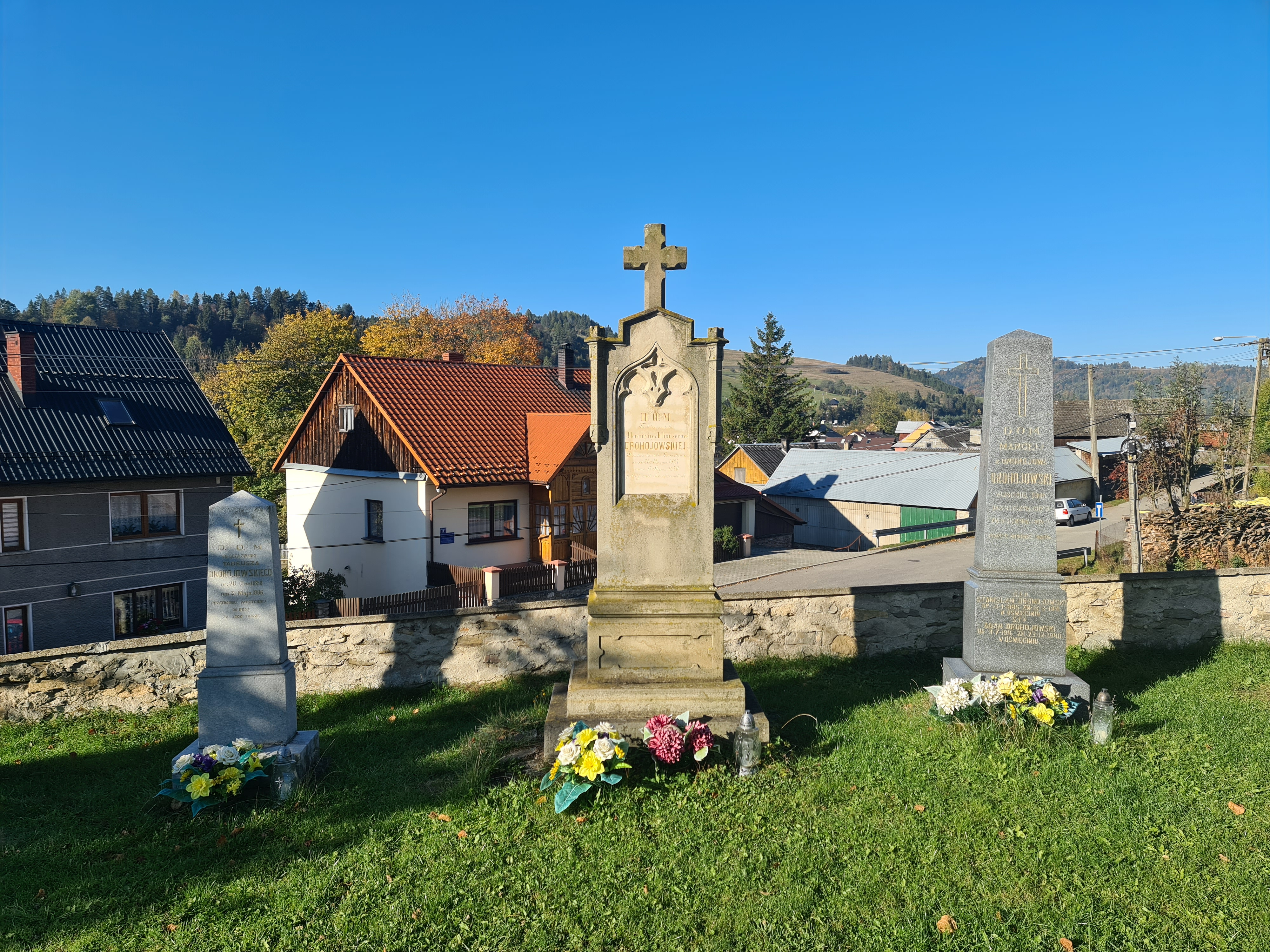
Obelisk nagrobny Marcelego Drohojowskiego (po prawej stronie) na cmentarzyku przykościelnym kościoła św. Stanisława Biskupa i Męczennika w Sromowcach Wyżnych